# 12-冠-4
12-冠-4，也称作1,4,7,10-四氧杂环十二烷或锂离子载体V，是一种化学式为C8H16O4的冠醚。它是环氧乙烷的环状四聚体，大小与锂离子的半径匹配。

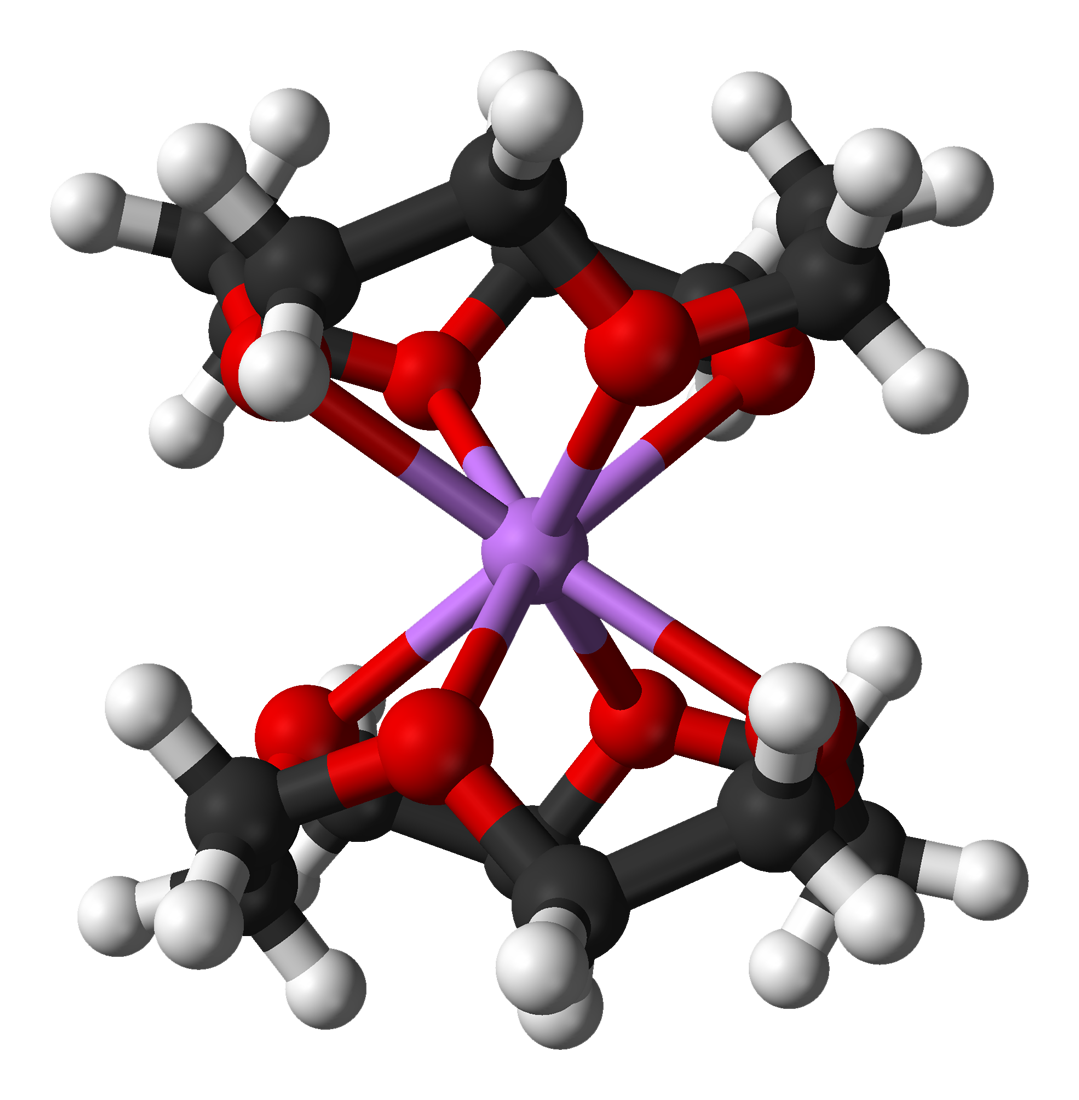
雙(12-冠-4)鋰陽離子的球棍模型